# Eolydus
Eolydus is een geslacht van kevers uit de familie oliekevers (Meloidae).
Het geslacht is voor het eerst wetenschappelijk beschreven in 1913 door Denier.

## Soorten
Het geslacht omvat de volgende soorten:
- Eolydus afghanicus Kaszab, 1958
- Eolydus atripes (Pic, 1905)
- Eolydus conspicuus (Waterhouse, 1889)
- Eolydus indicus Kaszab, 1961
- Eolydus kanarensis Kaszab, 1961
- Eolydus meghalayaensis Saha, 1979